# المجلس الأعلى للثقافة (مصر)
المجلس الأعلى للثقافة  في مصر أنشأ بقرار جمهوري يحمل الرقم 150 لسنة 1980 م، بديلا للمجلس الأعلى لرعاية الفنون والآداب والعلوم الاجتماعية، باعتباره هيئة عامة بحيث يتبع الوزير المختص بشؤون الثقافة المصري.
المجلس الأعلى للثقافة الحالي هو مؤسسة منبثقة عن ما عرف باسم المجلس الأعلى لرعاية الفنون والآداب والعلوم الاجتماعية، الذي تأسس العام 1956 م. تحت اسم المجلس الأعلى لرعاية الفنون والآداب.

## الجهات التابعة
- قطاع صندوق التنمية الثقافية
- قطاع الفنون التشكيلية
- الرقابة علي المصنفات الفنية
- قطاع العلاقات الثقافية الخارجية
- قطاع الإنتاج الثقافي ويشمل الآتي :- (1) - البيت الفني للفنون الشعبية والاستعراضية ويتبع له( السيرك القومي ومسرح البالون والفرقة القومية للفنون الشعبية وفرقة رضا). (2)- البيت الفني للمسرح وتتبع له المسارح التالية (المسرح القومي المصري - المسرح الكوميدي - مسرح الطليعة - المسرح القومي للطفل - المسرح الحديث). (3)- المركز القومي للموسيقى ويتبعه (الفرقة القومية للموسيقى العربية) (4)- المركز القومي للمسرح. (5)- مكتبة القاهرة الكبرى. (6)- مركز الهناجر للفنون.
- مكتبة مصر العامة

## مهمة المجلس وأهدافه
صدر قرار إنشاء المجلس الأعلى لرعاية الفنون والآداب سنة 1956 ، وهو هيئة مستقلة ملحقة بمجلس الوزراء مهمتها تنسيق جهود الهيئات الحكومية العاملة في ميادين الفنون والآداب وربط هذه الجهود بعضها ببعض، وصدرت اللائحة الداخلية للمجلس الأعلى للثقافة بموجب قرار وزير الدولة للثقافة لسنة 1982 ، وتتمثل أهدافه في: تيسير سبل الثقافة للشعب وربطها بالقيم الروحية، وذلك بتعميق ديمقراطية الثقافة والوصول بها إلى أوسع قطاعات الجماهير مع تنمية المواهب في شتى مجالات الثقافة والفنون والآداب، وإحياء التراث القديم، وإطلاع الجماهير على ثمرات المعرفة الإنسانية، وتأكيد قيم المجتمع الدينية والروحية والخلقية.

## أقسام المجلس
ينقسم المجلس إلى 3 شعب هي
- شعبة الفنون
- شعبة الآداب
- شعبة العلوم الاجتماعية.

## اهتماماته
يهتم المجلس بجميع الشؤون الخاصة بالثقافة في مصر فمن أنشطته على سبيل المثال لا الحصر تنظيم عدة مؤتمرات وندوات محلية وإقليمية ودولية، لمناقشة قضايا الفكر والثقافة والفن والأدب أيضا التواصل الفكرى بين المبدعين والمفكرين المصريين والعرب والأجانب، كما يحتفي المجلس أيضا في احتفاليات كبيرة برموز الأدب والابداع والفكر مثل : ابن رشد، رفاعة الطهطاوي، جمال الدين الأفغاني، توفيق الحكيم، نجيب محفوظ، ألكسندر بوشكين، أم كلثوم، برتولد برخت سوفوكليس، فيديريكو غارثيا لوركا، محمد عبده وآخرين.

## إصداراته
- المؤلفات، أحدث مؤلفات الكتاب المصريين والعرب التي توافق عليها لجان المجلس.
- الأعمال الكاملة، سلسلة أعمال المبدعين الذين اكتمل مشروعهم الفنى في مصر والعالم العربي .
- إبداعات التفرغ، سلسلة الأعمال المتميزة للحاصلين على منح التفرغ في المجالات الإبداعية المختلفة.
- الكتاب الأول، سلسلة تهتم بتقديم المبدعين الشبان الذين تنشر أعمالهم لأول مرة.
- روائع الأدب العربي، سلسلة مختارات تراثية.
- رواد الفن القصصى، سلسلة تعرّف ببدايات ورواد هذا الفن في العصر الحديث.
- الدوريات، مجموعة من المجلات الثقافية المتخصصة التي تعدها لجان المجلس المختلفة بالتعاون مع الخبراء والمتخصصين، مثل: مجلة آفاق الموسيقى، مجلة الفلسفة، مجلة الترجمة.
- أبحاث المؤتمرات، سلسلة علمية توثيقية لأبحاث المؤتمرات الدولية الكبرى التي يقيمها المجلس.
- أبحاث الندوات، سلسلة توثيقية لأبحاث الندوات المحلية التي تقيمها لجان المجلس .

## مؤتمرات دولية
عقد ويعقد بالمجلس بصورة مستمرة عدة مؤتمرات دولية منها : مؤتمر أمل دنقل، مؤتمر المرأة العربية والإبداع، مؤتمر قضايا الترجمة والتفاعل الثقافى.
كما ينظم المجلس لقاءات عديدة مع مفكرين وشعراء ومبدعين أمثال : ماريو بارجاس يوسا وجاك دريدا وآخرين.
يقدم المجلس جوائز مالية سنوية للمبدعين كما ينظم عدة دورات تدريبية في مجالات الفن والفلسفة والأدب، كما يصدر نشرة ربع سنوية.

## عن المجلس
في عام 1956 صدر قرار إنشاء المجلس الأعلى لرعاية الفنون والآداب، كهيئة مستقلة ملحقة بمجلس الوزراء، تسعى إلى تنسيق الجهود الحكومية والأهلية في ميادين الفنون والآداب، وكان المجلس بهذه الصورة هو الأول من نوعه على المستوى العربى الأمر الذي دفع العديد من الأقطار العربية إلى أن تحذو حذو مصر وتشكل مجالس مشابهة.
وبعد عامين أصبح المجلس مختصاً كذلك برعاية العلوم الاجتماعية.. وطوال ما يقرب من ربع قرن ظل المجلس الأعلى للفنون والآداب والعلوم الاجتماعية يمارس دوره في الحياة الثقافية والفكرية في مصر.
وفي عام 1980 تحول إلى مسماه الجديد «المجلس الأعلى للثقافة بصدور القانون رقم 150 لسنة 1980، ويرأس المجلس الأعلى للثقافة وزير الثقافة ويتولى إدارته وتوجيه سياسته والإشراف على تنفيذها الأمين العام للمجلس الأعلى للثقافة، ولم يكن الأمر مجرد تغيير في المسميات بل تطور في الدور والأهداف، فقد أصبح المجلس الأعلى للثقافة العقل المخطط للسياسة الثقافية في مصر من خلال لجانه التي تبلغ ثمانية وعشرين لجنة، والتي تضم نخبة من المثقفين والمبدعين المصريين من مختلف الأجيال والاتجاهات.
لقد شهد المجلس الأعلى للثقافة في السنوات الأخيرة طفرة في أنشطته، وأضحى مركز إشعاع للثقافة والفكر على المستوى المصرى والعربى وقلعة من قلاع التنوير والاستنارة من خلال المؤتمرات والندوات التي ينظمها ويشارك فيها لفيف من المفكرين والمثقفين العرب، والتي أصبحت مناسبة للتفاعل الثقافى على المستوى العربى فضلاً عن مشاركة بعض أبرز الباحثين في المؤسسات الأكاديمية في العالم شرقه وغربه في أنشطة المجلس.
ومع اتساع الأنشطة وتشعبها أصبح من الضرورى أن ينتقل المجلس إلى مقر جديد يليق به وبتاريخه كأعرق المجالس الثقافية العربية في العصر الحديث وبدوره الذي تخطى حدود المحلية؛ مقر جديد يتلائم مع دور المجلس يقتحم به العصر الجديد بكل معطياته وتبعاته، بعد أن ظل المجلس يمارس أنشطته المتعددة من مبناه القديم في شارع حسن صبرى بالزمالك.
يقع المبنى الحديث للمجلس الأعلى للثقافة بساحة حرم الأوبرا يطل المبنى على نهر النيل من الناحية الغربية بشارع أم كلثوم ويطل المبنى من الجهة الشرقية على ساحة دار الأوبرا المصرية.
لقد قامت الفكرة أساساً على الانتفاع بمبنى الغربلة سابقاً والذي كان يتبع الهيئة الزراعية ليتم تطويره وتعديله وترميمه ليكون صالحاً كمقر دائم للمجلس الأعلى للثقافة مع المحافظة على الطراز المعمارى للمبانى المحيطة.
وقد بدأ العمل بالفعل في تنفيذ المشروع في 1995 وقد أضاف المصمم على المساحة المجاورة للمبنى القديم مسطح 1200 متر لإقامة مبنى حديث بارتفاع ثلاثة أدوار بجوار المبنى القديم المقام على مساحة 150 متر وبارتفاع ثمانية أدوار ليكتمل بذلك مشروع المبنى الحديث للمجلس الأعلى للثقافة.
فأصبح المبنى الجديد بصفة عامة مكون من 1350 متر مسطح تقريبًا، مبنى قديم بارتفاع ثمانية أدوار تم تطويره وتعديله وترميمه، ومبنى جديد بارتفاع ثلاثة أدوار، وللمبنى ثلاثة مداخل رئيسية:
- المدخل الأول جهة النيل وهو مدخل البهو الرئيسى.
- المدخل الثانى جهة قطاع الإنتاج الثقافى وهو مدخل خاص بالموظفين.
- المدخل الثالث جهة ساحة دار الأوبرا.
ويوجد بالمبنى مكتبة عامة وهي تتسع لخمسين شخصًا والوظيفة الأساسية للمكتبة في مبنى المجلس الجديد أن تكون مكتبة للمراجع حيث تضم مجموعة دوائر المعارف والمعاجم والقواميس والكتب المرجعية الأساسية المهمة في مختلف مجالات المعرفة فضلاً عن مجموعة من المراجع التراثية الأساسية، وهي مجموعة قل أن تجتمع بمكتبة واحدة في مصر.
كما تحوى المكتبة كذلك إصدارات المجلس وإصدارات المركز القومى للترجمة وسلسلة الكتاب الأول والندوات والمؤتمرات التي يعقدها المجلس.

## وصلات خارجية
- المجلس الأعلي للثقافة في مصر "الموقع الرسمي"